# Соловская волость
Соловска́я волость — административно-территориальная единица в составе Стародубского уезда.
Административный центр — село Солова.

## История
Волость образована в ходе реформы 1861 года.
В ходе укрупнения волостей, в середине 1920-х годов Соловская волость была упразднена, а её территория включена в состав Воронковской волости.
Ныне территория бывшей Соловской волости входит в состав Стародубского района Брянской области.

## Административное деление
В 1919 году в состав Соловской волости входили следующие сельсоветы: Алейниковский, Балдовский, Воронокский, Крутобудский, Ломаковский, Приваловский, Соловской, Стративский.